# Temporada 2001-02 de l'NBA
La temporada 2001-02 de l'NBA fou la cinquanta sisena de la història de l'NBA. Los Angeles Lakers fou el campió per tercer any consecutiu després de guanyar els New Jersey Nets per 4-0.

## Aspectes més rellevants
- Els Grizzlies deixaren Vancouver (Colúmbia Britànica) per anar a Memphis (Tennessee). La seva primera temporada la jugaren al pavelló The Pyramid.
- Els Hornets disputaren la seva darrera campanya a Charlotte abans de traslladar-se a Nova Orleans.
- San Antonio Spurs jugà per última temporada els seus partits com a local a l'Alamodome.
- L'All-Star Game se celebrà al First Union Center de Filadèlfia (Pennsilvània). Kobe Bryant guanyà el seu primer MVP del partit en la seva terra natal. L'Oest guanyà a l'Est per 135 a 120.
- Abans de començar la temporada, Michael Jordan, en aquells moments copropietari de Washington Wizards, anuncià el seu segon retorn com a jugador de l'NBA, aquest cop amb els Wizards.
- Dallas Mavericks jugà el seu primer partit en el seu nou pavelló, l'American Airlines Center, a més d'estrenar logo i equipament.
- Fou la darrera campanya en la que tant l'NBC com a la TBS televisaren partits de l'NBA.
- Els equips incorporaren a les samarretes la bandera dels Estats Units i un llaç en honor de les víctimes dels atemptats de l'11 de setembre de 2001. Toronto Raptors utilitzà la bandera americana i la canadenca.
- Els Raptors encadenaren una ratxa negativa de 17 de 18 partits perduts, amb un balanç de 30-38. De manera sorprenent, en els darrers 14 partits de la temporada regular en guanyaren 12 i acabaren amb un 42-40 que els va permetre d'entrar en els playoffs.
- New Jersey Nets, que mai havia guanyat 50 partits en una temporada i, com a màxim, havien superat la primera ronda de playoffs, guanyaren 52 partits i arribaren a les finals.
- Amb els Nets a les finals, Denver Nuggets es convertiria en l'únic equip procedent de l'ABA que no havien arribat a les finals.
- El 14 de febrer de 2002, Jayson Williams, exjugador de l'NBA i All-Star, fou acusat d'assassinat del seu xofer de limusina. Per aquest motiu fou acomiadat de l'NBC, on treballava.

## Classificacions

### Conferència Est
| Equip              | V  | D  | %V   | P  |
| ------------------ | -- | -- | ---- | -- |
| New Jersey Nets    | 52 | 30 | ,634 | -  |
| Boston Celtics     | 49 | 33 | ,598 | 3  |
| Orlando Magic      | 44 | 38 | ,537 | 8  |
| Philadelphia 76ers | 43 | 39 | ,524 | 9  |
| Washington Wizards | 37 | 45 | ,451 | 15 |
| Miami Heat         | 36 | 46 | ,439 | 16 |
| New York Knicks    | 30 | 52 | ,366 | 22 |

| Equip               | V  | D  | %V   | P  |
| ------------------- | -- | -- | ---- | -- |
| Detroit Pistons     | 50 | 32 | ,610 | -  |
| Charlotte Hornets   | 44 | 38 | ,537 | 6  |
| Toronto Raptors     | 42 | 40 | ,512 | 8  |
| Indiana Pacers      | 42 | 40 | ,512 | 8  |
| Milwaukee Bucks     | 41 | 41 | ,500 | 9  |
| Atlanta Hawks       | 33 | 49 | ,402 | 17 |
| Cleveland Cavaliers | 29 | 53 | ,354 | 21 |
| Chicago Bulls       | 21 | 61 | ,256 | 29 |

### Conferència Oest
| Equip                  | V  | D  | %V   | P  |
| ---------------------- | -- | -- | ---- | -- |
| San Antonio Spurs      | 58 | 24 | ,707 | -  |
| Dallas Mavericks       | 57 | 25 | ,695 | 1  |
| Minnesota Timberwolves | 50 | 32 | ,610 | 8  |
| Utah Jazz              | 44 | 38 | ,537 | 14 |
| Houston Rockets        | 28 | 54 | ,341 | 30 |
| Denver Nuggets         | 27 | 55 | ,329 | 31 |
| Memphis Grizzlies      | 23 | 59 | ,280 | 35 |

| Equip                  | V  | D  | %V   | P  |
| ---------------------- | -- | -- | ---- | -- |
| Sacramento Kings       | 61 | 21 | ,744 | -  |
| Los Angeles Lakers C   | 58 | 24 | ,707 | 3  |
| Portland Trail Blazers | 49 | 33 | ,598 | 12 |
| Seattle Supersonics    | 45 | 37 | ,549 | 16 |
| Los Angeles Clippers   | 39 | 43 | ,476 | 22 |
| Phoenix Suns           | 36 | 46 | ,439 | 25 |
| Golden State Warriors  | 21 | 61 | ,256 | 40 |

* V: victòries
* D: Derrotes
* %V: Percentatge de victòries
* P: Diferència de partits respecte al primer lloc
* C: Campió

## Playoffs
Els equips en negreta van avançar fins a la següent ronda. Els números a l'esquerra de cada equip indiquen la posició de l'equip en la seva conferència, i els números a la dreta indiquen el nombre de partits que l'equip va guanyar en aquesta ronda. Els campions de divisió estan marcats per un asterisc. L'avantatge de pista local no pertany necessàriament a l'equip de posició més alta al seu grup, sinó a l'equip amb un millor rècord a la temporada regular; els equips que gaudeixen de l'avantatge de casa es mostren en cursiva.
|  | Primera Ronda | Primera Ronda | Primera Ronda |   |             | Semifinals de Conferència | Semifinals de Conferència | Semifinals de Conferència |  |   | Finals de Conferència | Finals de Conferència | Finals de Conferència |  |    | Final NBA   | Final NBA | Final NBA |
|  |               |               |               |   |             |                           |                           |                           |  |   |                       |                       |                       |  |    |             |           |           |
|  | 1             | Sacramento    | 3             |   |             |                           |                           |                           |  |   |                       |                       |                       |  |    |             |           |           |
|  | 8             | Utah          | 1             |   |             |                           |                           |                           |  |   |                       |                       |                       |  |    |             |           |           |
|  | 8             | Utah          | 1             |   | 1           | Sacramento                | 4                         |                           |  |   |                       |                       |                       |  |    |             |           |           |
|  |               |               |               |   | 1           | Sacramento                | 4                         |                           |  |   |                       |                       |                       |  |    |             |           |           |
|  |               | 4             | Dallas        | 1 |             |                           |                           |                           |  |   |                       |                       |                       |  |    |             |           |           |
|  | 4             | 4             | Dallas        | 1 | Dallas      | 3                         |                           |                           |  |   |                       |                       |                       |  |    |             |           |           |
|  | 4             |               |               |   | Dallas      | 3                         |                           |                           |  |   |                       |                       |                       |  |    |             |           |           |
|  | 5             | Minnesota     | 0             |   |             |                           |                           |                           |  |   |                       |                       |                       |  |    |             |           |           |
|  | 5             | Minnesota     | 0             |   |             |                           |                           |                           |  | 1 | Sacramento            | 3                     |                       |  |    |             |           |           |
|  |               |               |               |   |             |                           |                           |                           |  | 1 | Sacramento            | 3                     |                       |  |    |             |           |           |
|  |               | 3             | L.A. Lakers   | 4 |             |                           |                           |                           |  |   |                       |                       |                       |  |    |             |           |           |
|  | 3             | 3             | L.A. Lakers   | 4 | L.A. Lakers | 3                         |                           |                           |  |   |                       |                       |                       |  |    |             |           |           |
|  | 3             |               |               |   | L.A. Lakers | 3                         |                           |                           |  |   |                       |                       |                       |  |    |             |           |           |
|  | 6             | Portland      | 0             |   |             |                           |                           |                           |  |   |                       |                       |                       |  |    |             |           |           |
|  | 6             | Portland      | 0             |   | 3           | L.A. Lakers               | 4                         |                           |  |   |                       |                       |                       |  |    |             |           |           |
|  |               |               |               |   | 3           | L.A. Lakers               | 4                         |                           |  |   |                       |                       |                       |  |    |             |           |           |
|  |               | 2             | San Antonio   | 1 |             |                           |                           |                           |  |   |                       |                       |                       |  |    |             |           |           |
|  | 2             | 2             | San Antonio   | 1 | San Antonio | 3                         |                           |                           |  |   |                       |                       |                       |  |    |             |           |           |
|  | 2             |               |               |   | San Antonio | 3                         |                           |                           |  |   |                       |                       |                       |  |    |             |           |           |
|  | 7             | Seattle       | 2             |   |             |                           |                           |                           |  |   |                       |                       |                       |  |    |             |           |           |
|  | 7             | Seattle       | 2             |   |             |                           |                           |                           |  |   |                       |                       |                       |  | O3 | L.A. Lakers | 4         |           |
|  |               |               |               |   |             |                           |                           |                           |  |   |                       |                       |                       |  | O3 | L.A. Lakers | 4         |           |
|  |               | E1            | New Jersey    | 0 |             |                           |                           |                           |  |   |                       |                       |                       |  |    |             |           |           |
|  | 1             | E1            | New Jersey    | 0 | New Jersey  | 3                         |                           |                           |  |   |                       |                       |                       |  |    |             |           |           |
|  | 1             |               |               |   | New Jersey  | 3                         |                           |                           |  |   |                       |                       |                       |  |    |             |           |           |
|  | 8             | Indiana       | 2             |   |             |                           |                           |                           |  |   |                       |                       |                       |  |    |             |           |           |
|  | 8             | Indiana       | 2             |   | 1           | New Jersey                | 4                         |                           |  |   |                       |                       |                       |  |    |             |           |           |
|  |               |               |               |   | 1           | New Jersey                | 4                         |                           |  |   |                       |                       |                       |  |    |             |           |           |
|  |               | 4             | Charlotte     | 1 |             |                           |                           |                           |  |   |                       |                       |                       |  |    |             |           |           |
|  | 4             | 4             | Charlotte     | 1 | Charlotte   | 3                         |                           |                           |  |   |                       |                       |                       |  |    |             |           |           |
|  | 4             |               |               |   | Charlotte   | 3                         |                           |                           |  |   |                       |                       |                       |  |    |             |           |           |
|  | 5             | Orlando       | 1             |   |             |                           |                           |                           |  |   |                       |                       |                       |  |    |             |           |           |
|  | 5             | Orlando       | 1             |   |             |                           |                           |                           |  | 1 | New Jersey            | 4                     |                       |  |    |             |           |           |
|  |               |               |               |   |             |                           |                           |                           |  | 1 | New Jersey            | 4                     |                       |  |    |             |           |           |
|  |               | 3             | Boston        | 2 |             |                           |                           |                           |  |   |                       |                       |                       |  |    |             |           |           |
|  | 3             | 3             | Boston        | 2 | Boston      | 3                         |                           |                           |  |   |                       |                       |                       |  |    |             |           |           |
|  | 3             |               |               |   | Boston      | 3                         |                           |                           |  |   |                       |                       |                       |  |    |             |           |           |
|  | 6             | Philadelphia  | 2             |   |             |                           |                           |                           |  |   |                       |                       |                       |  |    |             |           |           |
|  | 6             | Philadelphia  | 2             |   | 3           | Boston                    | 4                         |                           |  |   |                       |                       |                       |  |    |             |           |           |
|  |               |               |               |   | 3           | Boston                    | 4                         |                           |  |   |                       |                       |                       |  |    |             |           |           |
|  |               | 2             | Detroit       | 1 |             |                           |                           |                           |  |   |                       |                       |                       |  |    |             |           |           |
|  | 2             | 2             | Detroit       | 1 | Detroit     | 3                         |                           |                           |  |   |                       |                       |                       |  |    |             |           |           |
|  | 2             |               |               |   | Detroit     | 3                         |                           |                           |  |   |                       |                       |                       |  |    |             |           |           |
|  | 7             | Toronto       | 2             |   |             |                           |                           |                           |  |   |                       |                       |                       |  |    |             |           |           |

## Estadístiques
| Categoria                   | Jugador          | Equip               | Mitjana/% |
| --------------------------- | ---------------- | ------------------- | --------- |
| Punts per partit            | Allen Iverson    | Philadelphia 76ers  | 31,4      |
| Rebots per partit           | Ben Wallace      | Detroit Pistons     | 13,0      |
| Assistències per partit     | Andre Miller     | Cleveland Cavaliers | 10,9      |
| Robatoris per partit        | Allen Iverson    | Philadelphia 76ers  | 2,8       |
| Taps per partit             | Ben Wallace      | Detroit Pistons     | 3,5       |
| Percentatge de tirs de camp | Shaquille O'Neal | Los Angeles Lakers  | 57,9      |
| Percentatge de tirs lliures | Reggie Miller    | Indiana Pacers      | 91,1      |
| Percentatge de triples      | Steve Smith      | San Antonio Spurs   | 47,2      |

## Premis
- MVP de la temporada
  -  Tim Duncan (San Antonio Spurs)

- Millor defensor
  -  Ben Wallace (Detroit Pistons)

- Rookie de l'any
  -  Pau Gasol (Memphis Grizzlies)

- Millor sisè home
  -  Corliss Williamson (Detroit Pistons)

- Jugador amb millor progressió
  -  Jermaine O'Neal (Indiana Pacers)

- Entrenador de l'any
  -  Rick Carlisle (Detroit Pistons)

- Primer quintet de la temporada
  - F - Tim Duncan, San Antonio Spurs
  - F - Tracy McGrady, Orlando Magic
  - C - Shaquille O'Neal, Los Angeles Lakers
  - G - Kobe Bryant, Los Angeles Lakers
  - G - Jason Kidd, New Jersey Nets

- Segon quintet de la temporada
  - F - Kevin Garnett, Minnesota Timberwolves
  - F - Chris Webber, Sacramento Kings
  - C - Dirk Nowitzki, Dallas Mavericks
  - G - Gary Payton, Seattle Supersonics
  - G - Allen Iverson, Philadelphia 76ers

- Tercer quintet de la temporada
  - F - Ben Wallace, Detroit Pistons
  - F - Jermaine O'Neal, Indiana Pacers
  - C - Dikembe Mutombo, Philadelphia 76ers
  - G - Paul Pierce, Boston Celtics
  - G - Steve Nash, Dallas Mavericks

- Primer quintet defensiu
  - Tim Duncan, San Antonio Spurs
  - Kevin Garnett, Minnesota Timberwolves
  - Ben Wallace, Detroit Pistons
  - Gary Payton, Seattle Supersonics
  - Jason Kidd, New Jersey Nets

- Segon quintet defensiu
  - Bruce Bowen, San Antonio Spurs
  - Clifford Robinson, Detroit Pistons
  - Dikembe Mutombo, Philadelphia 76ers
  - Kobe Bryant, Los Angeles Lakers
  - Doug Christie, Sacramento Kings

- Primer quintet de rookies
  - Pau Gasol, Memphis Grizzlies
  - Shane Battier, Memphis Grizzlies
  - Jason Richardson, Golden State Warriors
  - Tony Parker, San Antonio Spurs
  - Andrei Kirilenko, Utah Jazz

- Segon quintet de rookies
  - Jamaal Tinsley, Indiana Pacers
  - Richard Jefferson, New Jersey Nets
  - Eddie Griffin, Houston Rockets
  - Zeljko Rebraca, Detroit Pistons
  - Vladimir Radmanović, Seattle Supersonics
  - Joe Johnson, Boston Celtics/Phoenix Suns